# Башнєфть
ВАТ АНК «Башнєфть» (рос. ОАО АНК «Башнефть») — виробниче об'єднання з розвідки і розробки нафтових і газових родовищ в Башкортостані (РФ). Розташоване в Уфі.

## Історія
Створене в 1940 р. Включає 70 виробничих одиниць, в тому числі нафтогазодоб. управління, управління бурових робіт та геол.-пошукові структури, НДІ.

## Характеристика
Б. розробляє більше 100 нафтових і 6 газових родовищ, приурочених до теригенних і карбонатних колекторів девонської, кам.-вуг. і пермської доби. Осн. поклади представлені пологими антиклінальними складками. Нафти сірчисті і парафінисті. Газ метанового типу, часто з великим змістом азоту, рідше — з домішками сірководню.

## Сучасний стан
Нині «БАШНЄФТЬ» — відкрите акціонерне товариство, акціонерна нафтова компанія. «ВАТ АНК БАШНЄФТЬ» — одне з головних нафтогазодобувних підприємств Росії, веде пошук і розробку родовищ у 27 районах Башкортостану, на територіях Татарстану, Удмуртії, Західного Сибіру і інших регіонів. Щорічний видобуток нафти 11-15 млн тонн. «ВАТ АНК БАШНЄФТЬ» входить до числа восьми російських підприємств, на частку яких припадає понад 95 % російського експорту нафти. Представництва, філіали і дочірні підприємства функціонують у великих промислових центрах Росії і країнах ближнього зарубіжжя. На довгостроковій основі компанія співпрацює з провідними фірмами Франції, Англії, США, Італії, Фінляндії, Канади, Бельгії і інш. У компанії — 75 тисяч акціонерів. Статутний капітал становить 204 792 440 рублів.
Капіталізація компанії на 8 квітня 2002 становила 491 790 589 доларів.

## Скандали
У 2002—2006 роках головою Ради директорів ВАТ був Урал Рахімов, якого в кінці серпня 2014 року пред'явлено заочне звинувачення в легалізації незаконно отриманих грошових коштів (ст. 174.1 КК) і присвоєння в особливо великому розмірі (ст. 160 КК).
Башнєфть за даними української розвідки постачає нафту ДНР та ЛНР. Фірма належить Путіну В.В.